# Suobdek (Arvidsjaurs socken, Lappland, 729940-163784)
Suobdek är en sjö i Arvidsjaurs kommun i Lappland och ingår i Byskeälvens huvudavrinningsområde. Sjön har en area på 0,623 kvadratkilometer och ligger 366,1 meter över havet. Suobdek ligger i Byskeälven Natura 2000-område. Sjön avvattnas av vattendraget Beivurbäcken.

## Delavrinningsområde
Suobdek ingår i det delavrinningsområde (730006-163677) som SMHI kallar för Utloppet av Suobdek. Medelhöjden är 422 meter över havet och ytan är 6,8 kvadratkilometer. Räknas de 3 avrinningsområdena uppströms in blir den ackumulerade arean 83,59 kvadratkilometer. Beivurbäcken som avvattnar avrinningsområdet har biflödesordning 2, vilket innebär att vattnet flödar genom totalt 2 vattendrag innan det når havet efter 174 kilometer. Avrinningsområdet består mestadels av skog (88 procent). Avrinningsområdet har 0,76 kvadratkilometer vattenytor vilket ger det en sjöprocent på 11,2 procent.